# Gary Forbes
Gary Forbes, né le 25 février 1985 à Colón, au Panamá, est un joueur panaméen naturalisé américain de basket-ball. Il évolue au poste d'ailier dans l'équipe des Rockets de Houston en NBA.

## Carrière
Après avoir écumé les équipes du championnat de NBDL et du championnat Mexicain, il signe pour une saison en tant qu'agent libre avec les Nuggets de Denver le 24 septembre 2010, puis à nouveau en tant qu'agent libre, il s'engage le 14 décembre 2011 avec les Raptors de Toronto. Après une saison à Toronto, il est envoyé aux Rockets de Houston avec un futur premier tour de draft le 5 juillet 2012 en échange de Kyle Lowry.